# Notion
"Notion" é uma canção da banda americana de rock chamada Kings of Leon. A música foi lançada como quarto single do álbum Only by the Night, em 29 de junho de 2009. A canção chegou a posição n° 1 nas paradas da Billboard em setembro de 2009, tirando a posição de outro grande hit, "New Divide" por Linkin Park."

## Faixas
| iTunes Download |                                 |         |  |
| N.º             | Título                          | Duração |  |
| 1.              | "Notion"                        | 3:00    |  |
| 2.              | "Notion" (Ao vivo de Amsterdam) | 3:01    |  |

| EP- Lançametno exclusivo na Austrália |                                    |         |  |
| N.º                                   | Título                             | Duração |  |
| 1.                                    | "Notion"                           | 3:00    |  |
| 2.                                    | "Beneath The Surface"              | 2:49    |  |
| 3.                                    | "Sex On Fire" (Ao vivo de Cologne) | 3:31    |  |
| 4.                                    | "Notion" (Ao vivo de Amsterdam)    | 3:01    |  |
| 5.                                    | "The Bucket" (CSS Remix)           | 3:44    |  |

## Paradas musicais
| Paradas (2009)                             | Melhor posição |
| ------------------------------------------ | -------------- |
| Canadá Hot 100                             | 52             |
| Irlanda Singles Chart                      | 50             |
| Austrália ARIA Singles Chart               | 46             |
| Nova Zelândia Singles Chart                | 25             |
| Suécia Singles Chart                       | 57             |
| UK Singles Chart                           | 107            |
| Estados Unidos Billboard Hot 100           | 99             |
| Estados Unidos Billboard Alternative Songs | 1              |
| Estados Unidos Billboard Rock Songs        | 14             |